# Завод метанолу у Джубайлі (IMC)
Завод метанолу у Джубайлі (IMC) – підприємство нафтохімічної промисловості, яке діє у індустріальному центрі Джубайль на східном узбережжі Саудівської Аравії.
В 2004-му в Джубайлі почав роботу завод компанії International Methanol Company (IMC), який, зокрема, може випускати 967 тисяч тон метанолу на рік. Частина цього продукту споживається тут же для продукування 400 тисяч тон оцтової кислоти.
Засновниками IMC виступили Saudi International Petrochemical Company (Sipchem, 65%)  та Japan-Arabia Methanol Company (JAMC, 35%). Остання в свою чергу належить пулу японських інвесторів – Mitsui (55%), Mitsubishi, Daicel Chemical Industries та Iino Kaiun Kaisha (по 15%).
Як сировину для продукування метанолу підприємство використовує природний газ, який надходить до Джубайлю по трубопроводах Беррі – Джубайль, Утманія – Беррі, Хурсанія – Беррі, Васіт – Беррі, а з середини 2020-х зможе також надходити по газопроводу Танаджиб – Джубайль.